# Флаг Тугуро-Чумиканского района
Флаг Тугу́ро-Чумика́нского муниципального района Хабаровского края Российской Федерации — опознавательно-правовой знак, служащий официальным символом муниципального образования.
Флаг утверждён 24 декабря 2008 года и внесён в Государственный геральдический регистр Российской Федерации с присвоением регистрационного номера 4710.

## Описание
«Прямоугольное полотнище с отношением ширины к длине 2:3, состоящее из трёх горизонтальных полос: зелёной, жёлтой и голубой (в соотношении 9:1:3), на зелёной полосе изображены два белых оленя, держащих жёлтый щит и красную стрелу, на голубой — шесть белых рыб».

## Символика
Флаг Тугуро-Чумиканского района разработан на основе герба, который языком символов и аллегорий отражает характерные особенности самобытной своеобразной культуры коренного народа, особенности развития района, его богатство.
Два оленя на флаге района: дикий и домашний (с одетой уздечкой) символизируют прошлое, настоящее и будущее района. Большую часть населения составляют коренные жители — эвенки оленеводы.
Зелёный цвет — символ природы, здоровья, молодости, жизненной энергии отражает территорию района большей частью, покрытую тайгой.
Жёлтый щит аллегорически говорит о богатых недрах района, в том числе и золотом.
Жёлтый цвет (золото) — символ богатства, стабильности, процветания, интеллекта и уважения.
Стрела символизирует распространённую здесь охоту на пушного зверя. Направление стрелы аллегорически показывает на географическое расположение Тугуро-Чумиканского района на северо-востоке Хабаровского края.
Красный цвет — символ труда, силы, мужества, красоты.
Голубая полоса с рыбами отражает развитое рыболовство и расположение района на побережье Охотского моря.
Шесть рыб также образно указывают на шесть населённых пунктов, входящих в состав района — сёла Алгазея, Неран, Тором, Тугур, Удское, Чумикан.
Белый цвет (серебро) — символ чистоты, совершенства, мира и взаимопонимания, бескрайних северных просторов и снега.
Голубой цвет — символ чести, благородства, духовности, возвышенных устремлений, бескрайних водных просторов.